# 大婆婆纳
大婆婆纳（学名：Veronica daurica）为車前草科婆婆纳属下的一个种。

## 扩展阅读
- 維基物種上的相關：大婆婆纳